# Kamienica Pod Złotą Kotwicą przy ulicy Psie Budy we Wrocławiu
Kamienica Pod Złotą Kotwicą – barokowa kamienica znajdująca się na ulicy Psie Budy 11 we Wrocławiu.

## Historia i opis architektoniczny
Kamienica murowana została wzniesiona w pierwszej połowie XVIII wieku wraz z sąsiednią kamienicą nr 10. Barokowa trzyosiowa fasada zakończona była dwukondygnacyjnym szczytem w formie aediculi pokrytym trójkątnym tympanonem. Boki szczytu były zakończone spływami o falistych krawędziach. Pomiędzy kondygnacjami umieszczono pasowe gzymsy, okna otoczone były uszakowymi wklęsłymi opaskami a pod parapetami znajdowały się wklęsła lustra.   

## Po 1945 roku
Po działaniach wojennych w 1945 roku kamienica została odbudowana w latach 1958–1961 według projektu Stanisława Koziczuka. Zmieniono wówczas ponownie układ wnętrz oraz połączono ją z sąsiednią kamienicą nr 10. W 2015 roku fasada kamienicy została gruntownie odnowiona.